# わしも知らない
『わしも知らない』（わしもしらない）は、武者小路実篤による戯曲。1914年1月に『中央公論』に掲載された。また翌年の1915年、帝国劇場で文芸座によって上演されている。これは実篤の戯曲作品ではじめての上演であった。この上演では、十三代目守田勘弥が釈迦、二代目市川猿之助が流離王を演じた。
実篤は、自伝小説『或る男』にて「釈迦の薄い伝記」を資料として執筆したことを明かしている。「薄い伝記」の詳細は不明であるが、経典では漢訳の『増壹阿含経』第二十六巻に類似した釈迦族殲滅の話が記されている。

## あらすじ
釈迦の出身部族である釈迦族は、隣国の流離王の軍に攻められ滅亡しようとしていた。高弟の目蓮は、全滅させられそうになっている釈迦族を助けるよう釈迦に頼むが、釈迦は助けることは出来ないと言う。
釈迦族は流離王軍によって殺戮されていく。捕えられた釈迦族の千人の子供は、流離王の側近の好苦梵士の趣向で、男の子500人は頭だけを出して地に埋めてから、巨大な石のローラーで頭を轢き潰される。女の子500人は池に生き埋めにされてしまう。
流離王はその池の上に城を建て、連日宴会をしていた。だが、その城には建って七日目で焼け、城に居る者全員が焼け死ぬという噂があった。果たして七日目、一人の狂女が城に火をつける。避けられない破滅を悟った流離王は、最愛の寵姫を手づから殺し、好苦梵士と胸をつらぬき合い、炎の中で死んでゆく。
次の朝、目蓮は釈迦に、すべての人間が調和して生きていくことの出来る日はいつになるかと聞く。その問いに釈迦は「わしも知らない」と答える。

## 主な登場人物
- 釈迦
釈迦族を救う事が出来ないか目蓮に相談される。だが助けず黙って見ている心算だと断り、助ける事はしない。すべての人類が調和して生きる事を望むが、それがいつ来るかは分からないという。
- 目蓮
釈迦に釈迦族を救う事が出来ないか相談する。また、釈迦が望む人類の調和がいつくるか質問する。
- 流離王
復讐のために釈迦族を虐殺する。しかしその後建てた城が火事で燃え、その際に好苦梵士と胸を剣でつらぬき合い死ぬ。
- 好苦梵士
流離王の側近。捕えた子供達を殺させる。城の火事で流離王と剣で胸をつき合い死ぬ。